# John W. Phelps
Pour les articles homonymes, voir Phelps.
John Wolcott Phelps (né le 13 novembre 1813, mort le 2 février 1885) est un brigadier général de l'armée de l'Union, qui pendant la guerre de Sécession  se distingue par son action en faveur des esclaves de la Louisiane occupée par le Nord : à la mi-1862, avant que les autorités n'en aient eu et accepté l'idée, il veut armer les esclaves qui ont fui leurs propriétaires et les organiser en régiments.

## Jeunesse, capitaine, et sortie de l'US Army
Fils d'un juge du Vermont, Phelps sort de West Point en 1836.
Il participe aux guerres contre les amérindiens Creek s, aux guerres séminoles (1836-1837), à la guerre americano-mexicaine. Nommé capitaine en 1850, il prend fait et cause contre les mormons et participe activement de 1857 à 1859 à leur répression pendant la guerre de l'Utah.
En 1859, Phelps, âgé de 46 ans, quitte l'US Army.
Il vit dans le Vermont, et se consacre à la lutte contre l'esclavagisme et la franc-maçonnerie, écrit des articles enflammés contre les états esclavagistes du Sud.

## Guerre de Sécession

### EnVirginie
En mai 1861 Phelps est nommé colonel du 1st Vermont Infantry, et suit Benjamin Franklin Butler (homme politique) à Fort Monroe.
Butler se signale alors par une mesure hors-norme en faveur des esclaves qui se réfugient sous le drapeau unioniste : il les déclare war contraband ("marchandise d'intérêt stratégique prise à l'ennemi") et refuse de les rendre à leurs propriétaires, en contravention flagrante avec la Fugitive Slave Law of 1850 encore en vigueur dans l'Union.
Butler confie à Phelps l'organisation et la défense d'un fort : Newport News, qui, à 10 miles de Fort Monroe, consolide la fenêtre maritime de l'Union sur Hampton Roads.

### En Louisiane
Nommé brigadier general des Volontaires en mai 1861, Phelps suit fin 1861 B.F. Butler qui est nommé gouverneur du Department of the Gulf. Il  participe à la prise de Ship Island (Mississippi), puis à la bataille des forts Jackson et Saint Philip qui ouvre début mai 1862 La Nouvelle-Orléans à l'occupation des forces unionistes.
Butler, aux prises avec l'administration d'une mégalopole hostile et surpeuplée, envoie Phelps sécuriser Carrollton, alors à 10 miles de La Nouvelle-Orléans. La ville est sous la coupe d'un civil du Nord : Andrew J. Butler, le propre frère du gouverneur, et Phelps autorise ses hommes cantonnés à Camp Parapet à user largement du whisky fourni (entre autres nécessités) par Andrew Butler : ils "éviteront ainsi de contracter les fièvres" .
Comme de très nombreux esclaves fuient leurs propriétaires et se réfugient auprès des troupes unionistes, Phelps les accueille, les héberge, et organise les hommes en 3 régiments, auxquels il fait faire l'exercice. Il demande officiellement à Butler de lui fournir des armes et des équipements pour ses Noirs. Butler, qui forme de son côté à La Nouvelle-Orléans le 1st Native Guard Louisiana Regiment encadré par des officiers noirs de classe moyenne (voir l'article Corps d'Afrique), juge l'initiative de Phelps inopportune, et lui envoie des tentes et des haches, pour qu'il occupe ses Noirs à des travaux de bûcheronnage. Phelps répond en envoyant sa démission (août 1862), car "il ne veut pas jouer le rôle d'un contremaître".

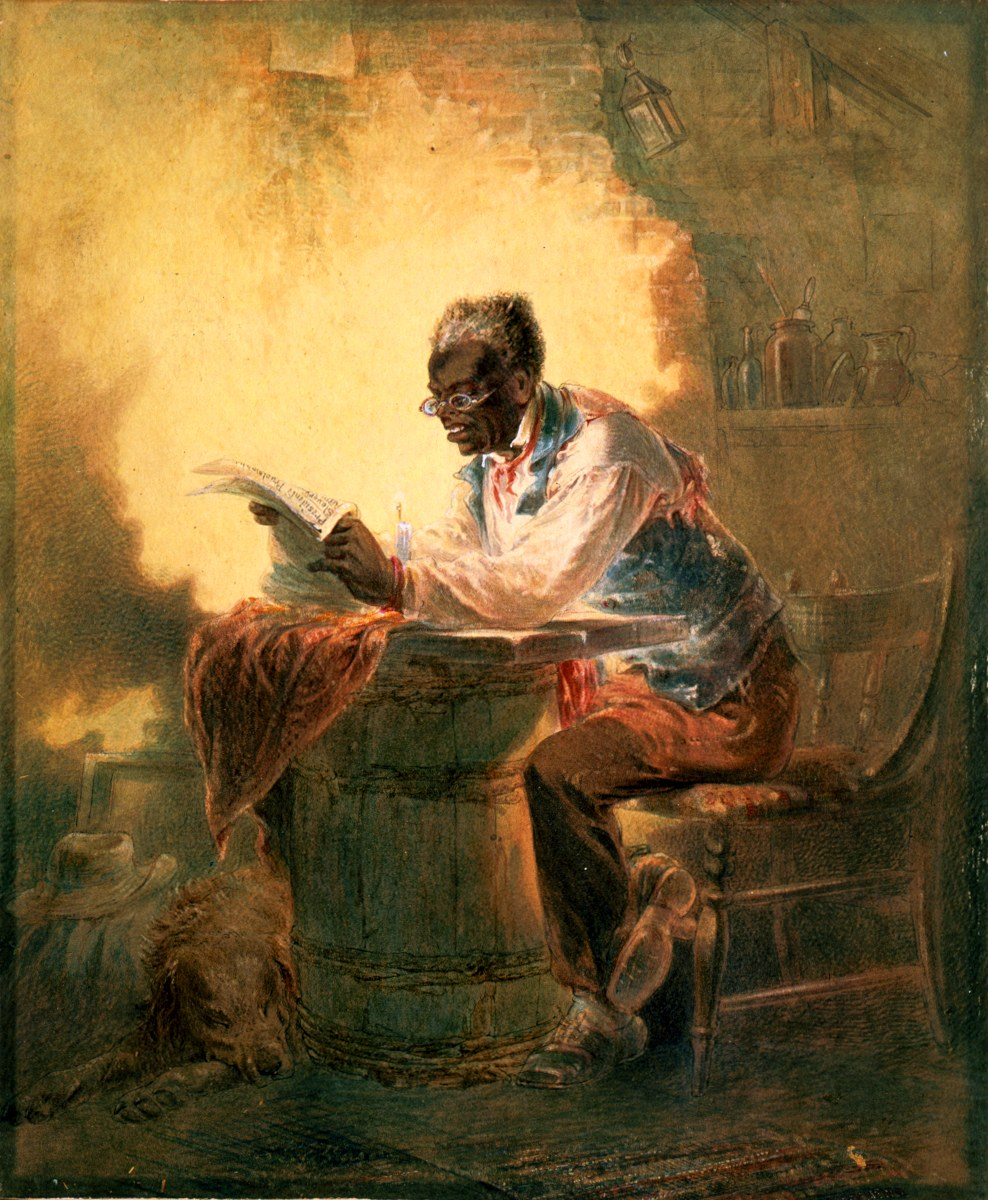
Lecture de la Proclamation d'émancipation en janvier 1863 (aquarelle de Henry Louis Stephens).

Comme Butler, selon qui "Phelps est aussi fou qu'un lièvre de mars sur cette question des nègres", refuse la démission, Phelps la fait parvenir directement à Abraham Lincoln
Mais après le 2° décret de la Proclamation d'émancipation pris par Lincoln le 1er janvier 1863, l'enrôlement des Afro-américains vient à l'ordre du jour : le 22 mai 1863 le War Department (Ministère de la Guerre) forme le Bureau of Colored Troops, et la création des U.S.C.T. commence. Lincoln offre à Phelps le grade de major general, mais Phelps veut que sa nomination soit datée d'août 1862. Lincoln refuse.

## Après la guerre
Phelps se marie en 1883, se consacre à l'enseignement, voyage en Europe, traduit du français les Fables de Jean-Pierre Claris de Florian et l'histoire des sociétés secrètes de Lucien de La Hodde. Il est un membre actif de la Vermont Historical Society, et deviendra son vice-président.
Il se présente à l'Élection présidentielle américaine de 1880 avec un  programme réclamant l'interdiction de l'alcool et des loges maçonniques , l'étude de la Bible obligatoire à l'école, la suppression du collège électoral des États-Unis et l'émancipation des Amérindiens. Il ne récolte qu'un millier de voix environ.

## Sources
- (en) Cet article est partiellement ou en totalité issu de l’article de Wikipédia en anglais intitulé « John W. Phelps » (voir la liste des auteurs).
- Find a Grave : http://www.findagrave.com/cgi-bin/fg.cgi?page=gr&GRid=22672